# Taladusis
Els taladusis (llatí: Taladusii, grec antic: Ταλαδούσιοι) foren un poble amazic de la costa de la província de la Mauritània Cesariense esmentats pel geògraf Claudi Ptolemeu. Vivien entre els herpeditans i els sores i no lluny dels massesils.